# Susan Tolman Mills

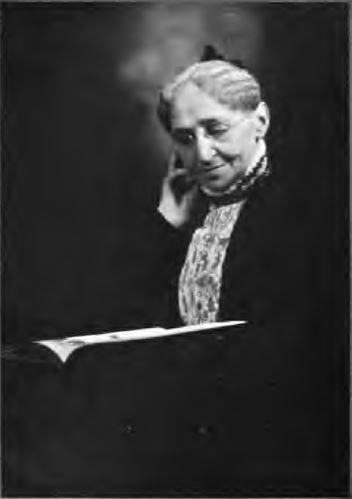
Susan Tolman Mills

 Susan Tolman Mills  (* 18. November 1826 in Enosburgh, Vermont; † 12. Dezember 1912 in Oakland, Kalifornien) war eine US-amerikanische Missionarin, Pädagogin und Mitbegründerin des Young Ladies Seminary in Benicia, Kalifornien (heute Mills College).

## Leben und Werk
Tolman Mills war eines von acht Kindern von John Tolman und Elizabeth Tolman. Ihre Familie zog 1836 nach Ware, Massachusetts, wo ihr Vater und ihre Brüder das Gerbereigeschäft der Familie ausbauten. 1845 absolvierte sie das Mount Holyoke Female Seminary (heute Mount Holyoke College) in South Hadley (Massachusetts), und blieb dort als Lehrerin bis zu ihrer Heirat 1848 mit dem presbyterianischen Missionar Cyrus T. Mills. Auf Anweisung des American Board of Commissioners für Ceylon (heute Sri Lanka) segelte sie mit ihm nach Sri Lanka. Sie unterstützte ihren Ehemann bei seiner Arbeit als Direktor des Batticotta College, unterrichtete einheimische Mädchen in häuslichen Fertigkeiten und half bei der Betreuung mehrerer Tagesschulen. Sie erkrankte während ihrer Auslandsreise an Amöbenruhr und reiste mit ihrem Ehemann 1854 zurück nach Boston. Bis 1860 hatte sie sich vollständig erholt und sie reisten zu den Hawaii-Inseln. Hier wurde Cyrus Mills Präsident des Oahu College (heute Punahou School) in Honolulu für Kinder von Missionaren und sie wurde Lehrerin an der Schule. Die Krankheit ihres Ehemannes veranlassten sie Hawaii zu verlassen und sich in Kalifornien niederzulassen. 1865 kauften sie das 1852 gegründete Young Ladies Seminary in Benicia und wandelten es in eine hochrangige Mädchenschule um. 1871 wurde die Schule an einen attraktiveren und zugänglicheren Ort wenige Kilometer von Oakland entfernt verlegt. Als die Schule 1877 in Mills Seminary umbenannt wurde, erhielt es eine Seminary Hall (später Mills Hall) als Hauptgebäude. Mills war bis zum Tod ihres Mannes im April 1884 Direktorin des Seminars, als sie die zusätzlichen Aufgaben eines Vorstandsmitglieds und einer amtierenden Präsidentin übernahm. 1885 wurde die Schule das Mills College, das erste Frauencollege an der Pazifikküste. 1890 wurde Tolman Mills zur Präsidentin des Mills College gewählt und während ihrer 19-jährigen Tätigkeit arbeitete sie ständig daran, die Standards zu erhöhen und die Anerkennung der Schule zu sichern. 1901 erhielt sie von ihrer Alma Mater, dem Mount Holyoke College, die Ehrendoktorwürde für ihre außergewöhnlichen Beiträge zur Bildung. 1909 ging sie in den Ruhestand und ihre Nachfolgerin wurde Luella Clay Carson.